# Shuifu
Shuifu (水富市S, Shuǐfù ShìP) è una città-contea della Cina, situata nella provincia di Yunnan e amministrata dalla prefettura di Zhaotong.